# Église Saint-Martin de Nortkerque
L'église Saint-Martin est située à Nortkerque, dans le département français du Pas-de-Calais.

## Histoire
Une première église est édifiée en 1269 par Arnould III, comte de Guînes. L’église est détruite, en 1595, par Henri IV lorsqu’il s’attaque à l’Artois. Elle est reconstruite en 1642. Lors de la Révolution, elle est vendue à trois démolisseurs d’Arras, spécialisés dans la revente de matériaux. Elle est reconstruite en 1836.
En 1934, l'abbé Flandrin, demande à Roger Poyé  de lui faire un clocher de style art déco, dans l'esprit du bâtiment de services des Officiers du port de Calais (construit en 1931et disparu aujourd'hui).